# Sitobion autriquei
Sitobion autriquei är en insektsart. Sitobion autriquei ingår i släktet Sitobion och familjen långrörsbladlöss. Inga underarter finns listade i Catalogue of Life.